# Розин, Николай Николаевич
Никола́й Никола́евич Ро́зин (25 ноября 1871, Ярославль — 6 февраля 1920, Петроград) — российский юрист, специалист в области уголовного права и криминологии. Член II Государственной думы.

## Биография
Родился в семье коллежского секретаря, был восьмым ребёнком в семье.
Окончил Ярославскую гимназию в 1891 году с золотой медалью, юридический факультет Санкт-Петербургского университета в 1895; был награждён золотой медалью за сочинение по церковному праву. Оставлен при университете для приготовления к профессорскому званию. В 1898—1899 находился в заграничной научной командировке, работал в библиотеках Парижа, Берлина, Гейдельберга и Лейпцига. Занимался проблемами криминалистики под руководством профессора Лейпцигского университета Карла Биндинга.
Магистр уголовного права (1900; тема диссертации: «О крайней необходимости»). Доктор уголовного права (1910; тема диссертации: «Об оскорблении чести: Уголовно-юридическое исследование. Общая часть. Опозорение»).
Похоронен на Смоленском кладбище.

## Научно-педагогическая деятельность
С 1 июня 1898 — приват-доцент Санкт-Петербургского университета. С 1 июля 1898 — приват-доцент по кафедре уголовного права и уголовного судопроизводства юридического факультета Томского университета. С 1 июля 1900 — и.д. ординарного профессора, с 2 мая 1911 — ординарный профессор. Читал лекции по уголовному праву, истории философии права, судебному праву, гражданскому и уголовному судопроизводству.
В 1906 был избран проректором Томского университета, но не утверждён министерством народного просвещения из-за либеральных общественно-политических взглядов. В 1907—1911 — проректор Томского университета. В 1911-1912 — декан юридического факультета. Участвовал в деятельности русской группы Международного союза криминалистов (МСК). В августе 1910 участвовал в работе конгресса МСК в Брюсселе.
С 22 декабря 1912 — ординарный профессор Санкт-Петербургского университета по кафедре уголовного права и уголовного судопроизводства. С 1913 — секретарь, с 1916 — декан юридического факультета Петроградского университета. Преподавал также в Психоневрологическом институте. В числе его учеников был известный социолог П. А. Сорокин.
В 1902—1912 — председатель Томского юридического общества. По воспоминаниям современников, в это время на заседаниях читались и обсуждались доклады на общественные темы, причём актовый зал университета, где проходили заседания, иногда не мог вместить всех желающих послушать доклад и его обсуждение. Преподавал на Высших историко-философских курсах, выступал с популярными лекциями на правовые темы перед жителями Томска и губернии.
С 1905 — член Конституционно-демократической партии (Партии народной свободы), был одним из организаторов Томского отделения партии, примыкал к её левому крылу. В 1907 — член II Государственной думы от Томской губернии, член комиссии «Для рассмотрения вопроса о приемлемости к обсуждению Государственной Думой законопроекта об амнистии».
Входил в редакционный комитет либеральной газеты «Сибирская жизнь», в 1904 опубликовал в «Сибирских вопросах» (№ 1) статью «Современное положение сибирской печати». Был почётным мировым судьёй. Являлся убеждённым защитником университетской автономии и свободы.

## Труды
- Уголовно-юридическая теория Тарда // Наблюдатель, 1897.
- О вознаграждении лиц, невинно привлеченных к уголовному суду // Журнал Министерства юстиции. 1898).
- О крайней необходимости. Уголовно-юридическое исследование. СПб, 1899.
- О согласии пострадавшего. О похищении электрической энергии. // Вестник Права, 1899.
- О суде присяжных. (1900).
- Уголовное право и порнография // Право. 1903. № 20.
- Об уголовной ответственности врачей // Там же. 1903. № 24, 25.
- Об оскорблении чести: Уголовно-юридическое исследование. Вып. 1. Томск, 1907 (2-е, переработанное издание, Томск, 1910).
- Процесс как юридическая наука // Журнал Министерства юстиции. 1910. Кн. 10.
- Ложь в процессе // Право. 1910. № 48.
- К вопросу о значении свидетельских показаний //Вопросы права. 1911. Кн. 5.
- Суд и общественное мнение // Право. 1911. № 32.
- Уголовное судопроизводство: пособие к лекциям. Томск, 1913.
- Уголовное судопроизводство: пособие к лекциям Н. Н. Розина. — 2-е изд., измененное и доп. — СПб. : издание Юридическаго книжнаго склада «Право», 1914. — 546 с.